# Primarias presidenciales del Partido Demócrata de 2016

Resultados de la primaria demócrata en el exterior de 2016, en verde los países ganados por Bernie Sanders, en amarillo los ganados por Hillary Clinton

Las Primarias Demócratas de 2016 son el proceso de selección en el cual los miembros del Partido Demócrata de Estados Unidos eligen a sus candidatos para las elecciones presidenciales de Estados Unidos de 2016. Los candidatos para la presidencia de Estados Unidos y la vicepresidencia fueron elegidos por una serie de primarias y asambleas (en inglés: caucus) culminando con la Convención Nacional Demócrata de 2016.
A fin de asegurar la nominación en la convención, un candidato tiene que recibir al menos 2.383 de los 4.765 delegados, teniendo en cuenta los medios votos de los demócratas extranjeros y los territorios de Guam, Samoa Americana y las Islas Vírgenes Estadounidenses.

## Campaña
Las primarias iniciaron con seis aspirantes; la ex secretaria de Estado, senadora y primera dama, Hillary Clinton, esposa del expresidente demócrata Bill Clinton, el senador Jim Webb, el gobernador de Rhode Island Lincoln Chafee, el académico Lawrence Lessig, el gobernador de Maryland Martin O'Malley y el senador independiente por Vermont Bernie Sanders. Sanders sorprendió al anunciar su candidatura presidencial por el Partido Demócrata al ser el único miembro del Congreso de Estados Unidos en autoproclamarse socialista democrático, lo que lo convertiría en el primer socialista en competir seriamente por la presidencia de Estados Unidos. Sanders era hasta entonces senador independiente, aunque aliado a los demócratas en la mayoría de votaciones del Congreso. Se rumoreó que el vicepresidente Joe Biden aspiraría pero éste declinó competir. Otra que se rumoreó podría competir era la senadora Elizabeth Warren, considerada una de las lideresas de la izquierda demócrata, quien también declinó.
Poco a poco los distintos aspirantes fueron renunciando conforme las encuestas mostraban que la mayoría de electores demócratas se decantaban por Clinton o Sanders. Webb, Chafee y Lessig renunciaron antes de iniciadas las primarias. O’Malley renunció tras que su tendencia fuera la menos votada en la primera primaria realizada en Iowa dejando la contienda entre Clinton y Sanders.
Sanders, autoproclamado socialista democrático, ha dicho que aspira a crear un estado de bienestar similar al de los países escandinavos como Dinamarca. Entre sus propuestas está aumentar los impuestos a los más ricos, hacer que las universidades sean de matrícula gratuita y que el servicio médico sea universal. Crítico de Wall Street, Sanders critica los privilegios de las clases más ricas de Estados Unidos y no acepta donaciones de megacorporaciones o grandes donantes. Su principal fortaleza ha estado en los votantes más jóvenes, los independientes en la periferia izquierda del Partido Demócrata y el ala izquierda de los demócratas descontentos con la dirigencia tradicional del partido. 
Clinton por su parte ha criticado a su rival Sanders como monotemático, asegurando que se concentra sólo en la economía y asegurando que ella al ser más pragmática lograría acuerdos en el Congreso con los republicanos quienes bloquearían las iniciativas de Sanders. También ha afirmado ser más experta en política internacional. Clinton ha intentado posicionarse como de centroizquierda pero más pragmática que el socialdemócrata de Vermont. Su mayor fortaleza se encuentra entre las minorías, principalmente negros y latinos, dos de los bastiones electorales del Partido Demócrata. Además ha tenido el apoyo de la mayoría de superdelegados (gobernadores, senadores y otras figuras relevantes del partido).
En los debates, Sanders criticó a Clinton por sus posiciones cambiantes, haber apoyado la guerra de Irak y de recibir donaciones de los grandes corporativos y de los multimillonarios (Sanders mismo se sostiene económicamente con donaciones pequeñas de sus seguidores). Clinton a su vez criticó la postura de Sanders respecto al control de armas, tema álgido entre los demócratas que normalmente prefieren poner más controles al uso de armas personales, Sanders proviene del Estado rural de Vermont donde la caza es común y aunque es un estado con una población muy izquierdista en la mayoría de temas, en asuntos de control de armas es de los que tienen menos regulaciones. 
Geográficamente, Sanders ha tenido relevancia en los Estados del norte, tradicionalmente más liberales y donde hay menos minorías y el sector intelectual y académico blanco tiende a ser más izquierdista, mientras que Clinton ha ganado la mayoría de Estados del sur tradicionalmente más conservadores y en donde las minorías de negros y latinos son mucho más numerosas.

## Candidatos
| Candidato(a)    | Candidato(a)                      | Cargo más reciente                  | Estado   | Logo                                               | Delegados comprometidos        | Totales                              | Estados ganados                                                                                               |
| --------------- | --------------------------------- | ----------------------------------- | -------- | -------------------------------------------------- | ------------------------------ | ------------------------------------ | --- |
| Hillary Clinton |                                   | Secretaria de Estado (2009–2013)    | New York |                                                    | Delegados 1768 / 4051 (43,64%) | Total delegados 2293 / 4765 (48,12%) | 27 AL, AR, AS, AZ, CT, DE, FL, GA, GU, IA, IL, KY, LA, MA, MD, MO, MP, MS, NC, NV, NY, OH, PA, SC, TN, TX, VA |
| Hillary Clinton | Superdelegados 525 / 714 (73,53%) | Secretaria de Estado (2009–2013)    | New York | Necesarios para la nominación 2293 / 2383 (96,22%) |                                |                                      | 27 AL, AR, AS, AZ, CT, DE, FL, GA, GU, IA, IL, KY, LA, MA, MD, MO, MP, MS, NC, NV, NY, OH, PA, SC, TN, TX, VA |
| Bernie Sanders  |                                   | Senador por Vermont (2007–presente) | Vermont  |                                                    | Delegados 1488 / 4051 (36,73%) | Total delegados 1533 / 4765 (32,17%) | 21 AK, CO, DA, HI, ID, IN, KS, ME, MI, MN, NE, NH, OK, OR, RI, UT, VT, WA, WI, WV WY                          |
| Bernie Sanders  | Superdelegados 39 / 714 (5,46%)   | Senador por Vermont (2007–presente) | Vermont  | Necesarios para la nominación 1533 / 2383 (64,33%) |                                |                                      | 21 AK, CO, DA, HI, ID, IN, KS, ME, MI, MN, NE, NH, OK, OR, RI, UT, VT, WA, WI, WV WY                          |

## Candidatos retirados

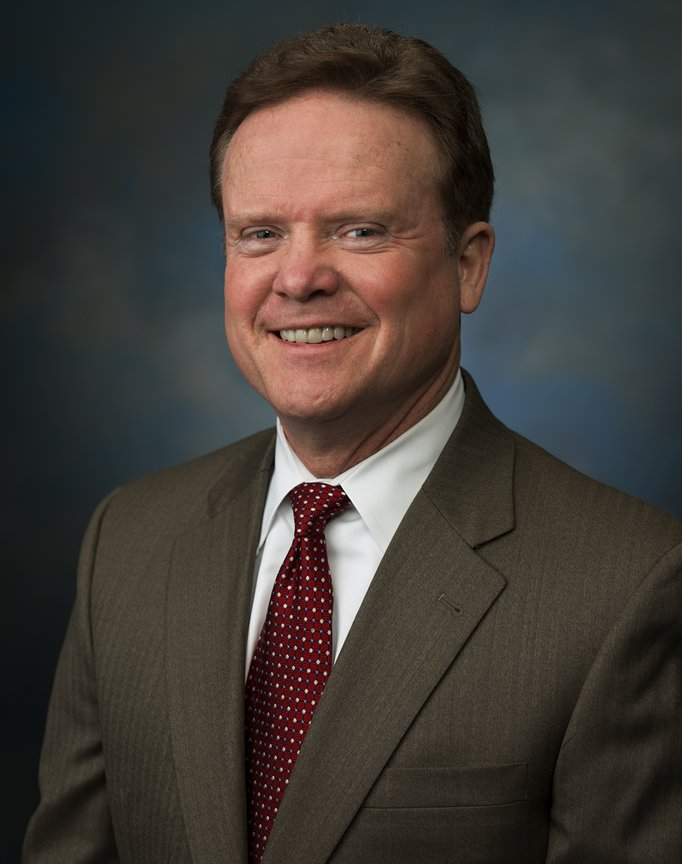
Exsenador Jim Webb de Virginia Retiro 20 de octubre, 2015
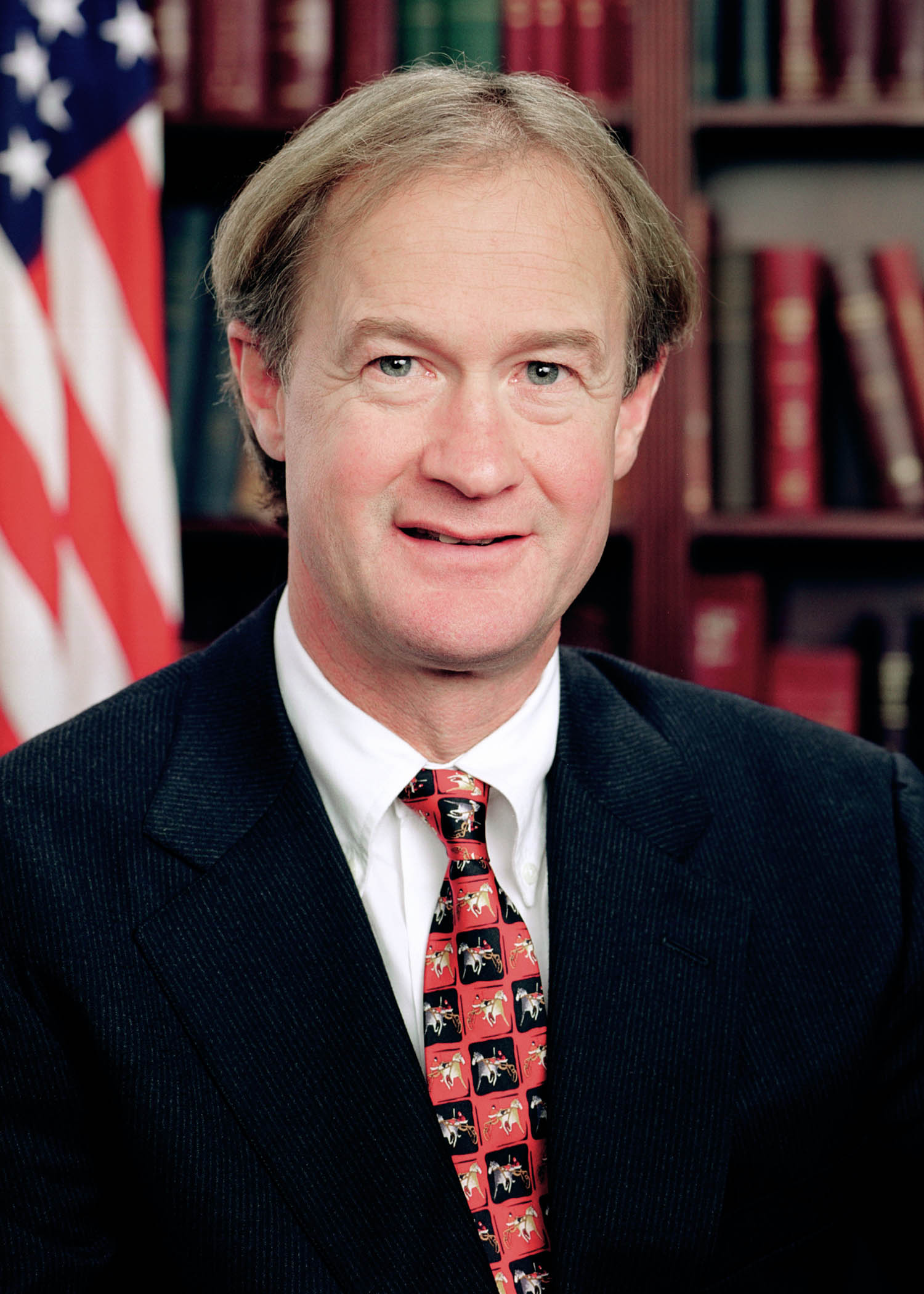
Exgobernador Lincoln Chafee de Rhode Island Retiro 23 de octubre, 2015
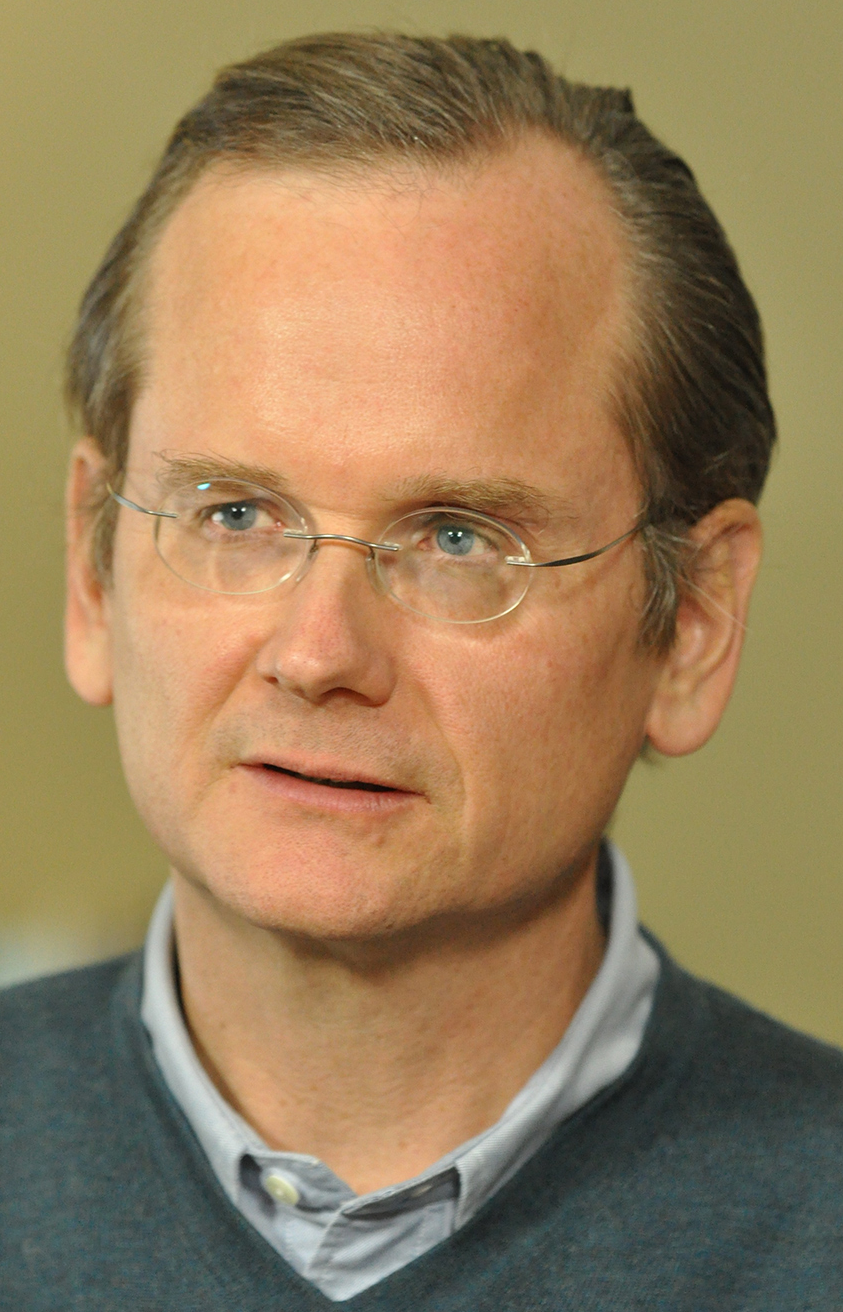
Profesor de Harvard Lawrence Lessig de Massachusetts Retiro 2 de noviembre, 2015
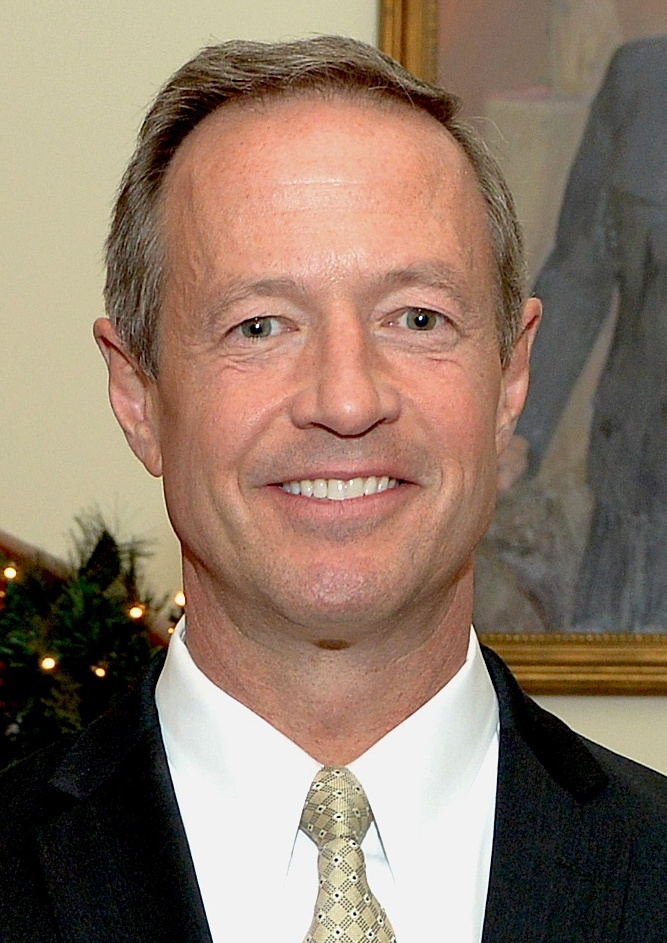
Gobernador Martin O'Malley de Maryland Retiro 1 de febrero, 2016

- Exsenador
 Jim Webb
 de Virginia
Retiro
20 de octubre, 2015
- Exgobernador
 Lincoln Chafee 
 de Rhode Island
Retiro
23 de octubre, 2015
- Profesor de Harvard
Lawrence Lessig
 de Massachusetts
Retiro
2 de noviembre, 2015
- Gobernador
Martin O'Malley
 de Maryland
Retiro
1 de febrero, 2016

## Resultados
Una vez que fue matemáticamente imposible para Sanders obtener la nominación por número de delegados, aun así prosiguió la campaña asegurando que estaba impulsando una agenda temática. Cuando ya fue claro que Clinton sería la nominada, el presidente Barack Obama le dio la adhesión y la respaldó públicamente. Tras negociaciones realizadas entre Clinton y Sanders con Obama de mediador, Sanders dio finalmente su adhesión a Clinton quien se comprometió a apoyar algunos de los principales temas de la agenda de Sanders. Sanders también habló a favor de Clinton en la Convención Demócrata.